# كاريوكي (فلم)
كاريوكي هو فيلم مصري من إنتاج 2008، من تأليف أحمد عيسى، وإخراج أحمد عويس.

## قصة الفيلم
تدور أحداث الفيلم في إطار من الكوميديا والغناء والدراما الاجتماعية بين مجموعة من الشباب استطاعوا أن يتغلبوا على المعوقات والإحباطات والمشاكل التي تصادفهم في حياتهم الاجتماعية والعملية ووجدوا في التفاؤل قوة للتغيير وفي الحب مرتعا للسعادة.

## الممثلون
- شريف مكاوي
- منة فضالي
- صفا تاج الدين
- بهاء الكافي
- عمر خورشيد
- حسن الرداد
- عبد الله مشرف
- علا رامي
- سلوى محمد علي
- عصام مصطفى
- محمد أبو الحسن
- رامي عصام
- أيمن الرفاعي

## روابط خارجية
- مقالات تستعمل روابط فنية بلا صلة مع ويكي بيانات